# Cumbernauld
Cumbernauld (/kʌmbərnɔːld /; Scots: Cummernaud / kʌmərnɔːd /; gaèlic escocès: Comar nan Allt) és una ciutat del North Lanarkshire, Escòcia. És la novena localitat més poblada d'Escòcia, situada al centre del cinturó central d'Escòcia. Geogràficament, Cumbernauld es troba entre l'est i l'oest, estant a la conca escocesa entre el Forth i el Clyde; no obstant això, és culturalment més ponderat cap a Glasgow i els planificadors de la Ciutat Nova creuen que omplen el 80% de les seves cases des de la ciutat més gran d'Escòcia per reduir la pressió d'habitatge allí.
Cumbernauld va ser marcat pels romans en l'antiguitat. Les empremtes d'això encara són visibles avui, per exemple, a Westerwood i, menys aparentment, al nord de la M80 on van sorgir els legionaris del que posteriorment es coneixeria com a Auld Cley Road. Això es reconeix al Parc Comunitari Cumbernauld, també lloc de l'únic altar romà a l'aire lliure visible d'Escòcia, a l'ombra de la imponent Torre de l'Aigua de Carrickstone.
Durant molts anys, Cumbernauld estava poblada principalment pel que ara es coneix com el poble, amb el castell medieval, a poca distància a peu, rodejat del seu propi parc. El castell sovint va acollir la reialesa visitant i els terrenys eren famosos pel seu bestiar blanc que eren caçats al bosc de roures. La ciutat va començar a estendre's a mesura que la indústria del teixit del poble es complementava amb la mineria i la pedrera, ja que els viatges a través d'Escòcia es van fer més fàcils a causa del canal Forth i Clyde i els ferrocarrils que es van construir. L'estació de tren de Cumbernauld, encara que a certa distància del poble, va millorar les comunicacions amb Glasgow, Falkirk i Stirling.
Cumbernauld va ser designat com a lloc d'una ciutat nova el 9 de desembre de 1955. Això va conduir a una ràpida expansió i construcció durant uns 40 anys fins que la ciutat es va establir com la més gran de North Lanarkshire. En el cens del Regne Unit el 2011, la població de Cumbernauld era d'aproximadament 52,000 habitants, ubicats en més d'una dotzena d'àrees residencials. L'economia de Cumbernauld és una barreja d'algunes manufactures, principalment en els seus polígons industrials, així com indústries de serveis al Centre de la Ciutat i en llocs propers a la M80.

## Història

### Inicis

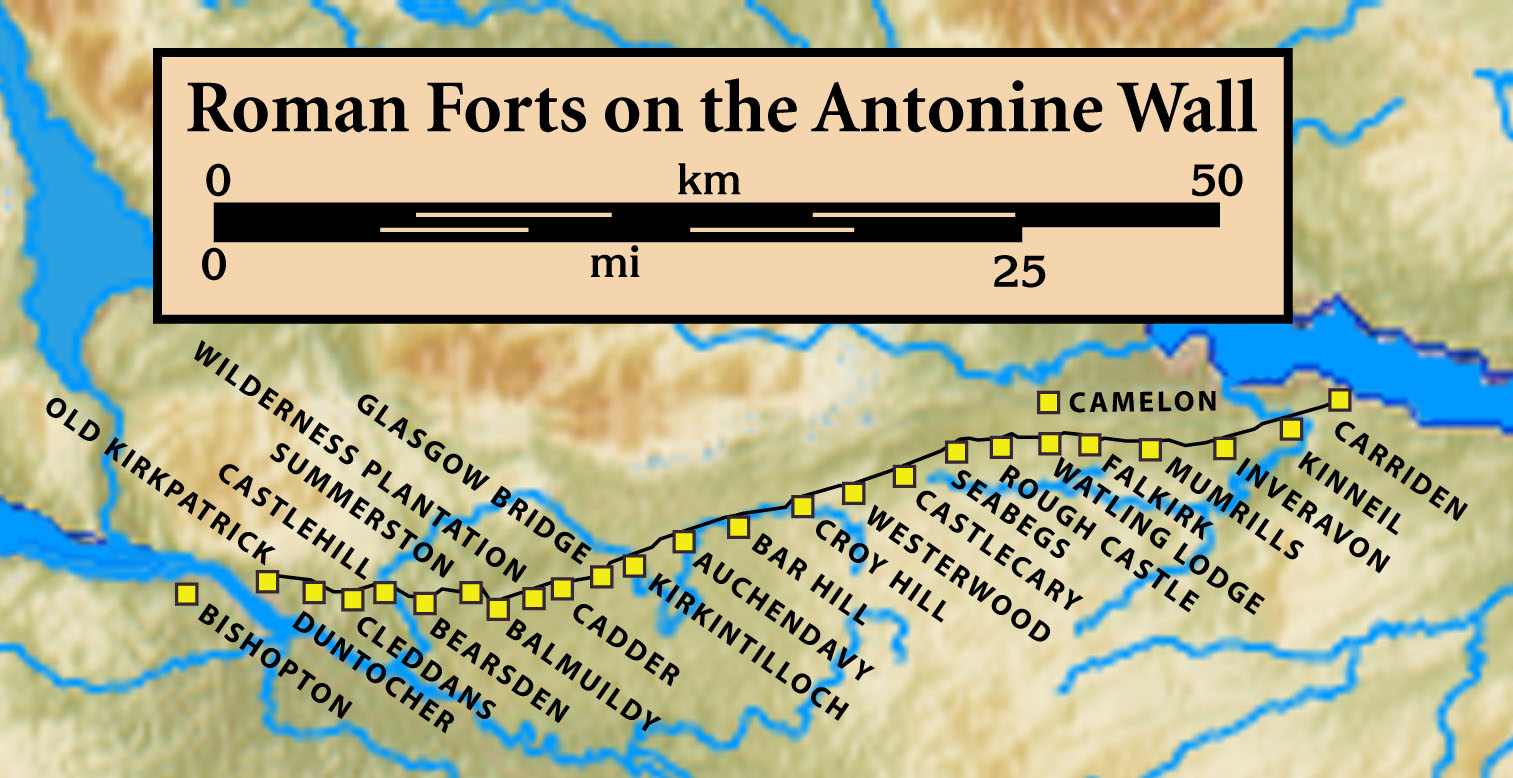
Castells i fortaleses associades a: Antonine Wall from west to east: Bishopton, Old Kilpatrick, Duntocher, Cleddans, Castlehill, Bearsden, Summerston, Balmuildy, Wilderness Plantation, Cadder, Glasgow Bridge, Kirkintilloch, Auchendavy, Bar Hill, Croy Hill, Westerwood, Castlecary, Seabegs, Rough Castle, Camelon, Watling Lodge, Falkirk, Mumrills, Inveravon, Kinneil, Carriden

La història de Cumbernauld s'estén, com a mínim, a l'època romana, ja que Westerwood era una fortalesa romana a la Muralla Antonina, la frontera més llunyana i més al nord de l'Imperi Romà. S'han descobert dos campaments temporals romans i reconstruïts digitalment a l'est del fort al Tollpark (ara cobert per Wardpark North) i a Garnhall, similar als dos en Dullatur. Una de les troballes romanes més discutides de Cumbernauld és una llosa de pedra arenisca que representa a Tritó i un captivador nus i agenollat. Es va trobar en una granja a Arniebog (entre la pista de l'aeroport de Cumbernauld i el camp de golf Westerwood). La llosa es pot veure ara al Museu Hunterian de Glasgow juntament amb un altar no inscrit d'Arniebog i altres artefactes com l'altar inscrit, i l'estatueta que es troba a Castlecary i una còpia antiga de la llosa Bridgeness. A més d'això, s'ha trobat un altarstone de Silvanus i el cel dedicat per un centurió anomenat Verecundus i la seva dona. Cumbernauld també té l'únic altar romà encara a l'aire lliure a Escòcia: la Pedra de Carrick. La pedra també ha estat relacionada amb Robert Bruce, sent el lloc on s'instal·la el seu estàndard en el seu camí cap a Bannockburn. Hi ha algunes proves que els taüts es van col·locar sobre la pedra en el camí cap al cementiri de Kirkintilloch i que la pedra ha estat una mica desgastada.
El nom de Cumbernauld probablement prové del comtat gaèlic de Nan Allt, que significa "reunió de les aigües". Hi ha diferents punts de vista sobre l'etimologia. Una teoria és que, des del punt més alt del cinturó central, els seus corrents flueixen tant a l'oest fins al riu Clyde com a l'est fins al Firth of Forth, de manera que el nom de Cumbernauld és que es troba en una conca hidrogràfica. Una altra teoria atribueix el nom al punt de trobada dels corrents de Red Burn i Bog Stank dins de Cumbernauld Glen. "Cumbernauld" generalment es considera un nom gaèlic. No obstant això, formes primerenques que contenien Cumyr-hint en un antecessor cumbric derivat de * cömber, 'confluence' (c.f Welsh cymer, 'confluence'), sinònim d'Aber. Sembla que aquest sufix amb Cumbric * -ïn-alt, un sufix topogràfic que potser es refereix a un turó o pendent (Welsh yn allt, 'a hill').
Hi ha un registre de la carta de les terres de Lenzie i Cumbernauld, concedida a William Comyn per Alexandre II en 1216. [35] El castell de Cumbernauld va ser construït per primera vegada com un castell de motte i bailey d'estil normand. Propietat dels Comyns, es trobava a l'extrem est del parc, on el motte encara és visible. Els flamencs van prendre possessió del castell de Cumbernauld i la seva finca (c.1306) després que Robert the Bruce assassinés la Red Comyn. Robert Fleming va ser un ferm partidari de Bruce, i un dels seus companys aquest dia. Per proporcionar la prova de que Comyn estava mort, Fleming va tallar el cap per "deixar que el fet de l'acció", un motiu de la família Fleming des de llavors. L'1 d'octubre de 1310, Robert Bruce va escriure a Eduard II d'Anglaterra de Kildrum intentant, sense èxit, establir la pau entre Escòcia i Anglaterra. Abercromby descriu Malcolm Fleming com tornar a casa d'Inverbervie amb l'exiliat Rei David II de 21 anys. Al voltant de 1371, la família va construir un segon castell on ara es troba la Casa Cumbernauld. Una paret del castell existeix, però la major part de la pedra es recicla per a la casa o per a altres edificis. El rei Robert III va cavalcar Malcolm i va concedir a Sir Malcolm Fleming i els seus hereus la carta al castell de Cumbernauld el 2 d'abril de 1406, només dos dies abans de la mort del rei. Malcolm (i el seu hereu el 1427) van ser utilitzats com a ostatges per rescatar a James I de l'anglès. També sembla haver estat arrestat per James i empresonat breument al castell de Dalkeith. El 1440, aquest Malcolm Fleming va assistir a la Sopar Negre juntament amb el seu amic Earl William Douglas, de 16 anys, i el seu germà David Douglas, de 11 anys, al castell d'Edimburg. Immediatament després del sopar, en el qual es va servir un cap de toro negre, es va produir un judici sobre càrrecs de trastos i els germans van ser decapitats davant del rei Jaume II de 10 anys. Malcolm va compartir la seva destinació tres dies més tard. Malcolm va ser succeït pel seu fill Robert.
El castell va ser seu de la reialesa d'Escòcia. Jaume IV (1473-1513) va condemnar a Margarida Drummond al castell de Cumbernauld, on la germana de Margarida estava casada amb Lord Fleming. Les germanes Drummond es troben enterrades a la catedral de Dunblane després de la seva enverinament, possiblement per un govern decidit a casar-se amb un Rei Jaume a la germana d'Enric VIII d'Anglaterra, Margarida Tudor. Els assassinats van fer que Jaume IV fos visitant freqüent de Cumbernauld, Margaret Tudor que l'acompanyava en una ocasió. Es registra que durant aquest regnat de James el 1500, la mort negra va provocar un motiu especial de les persones supervivents de Cumbernauld a les autoritats eclesiàstiques de Glasgow per permetre'ls establir el seu propi cementiri en lloc de portar tots els seus morts a St. Ninian's a Kirkintilloch. Se'ls va concedir permís per fer-ho, i va utilitzar el terreny a la capella existent de Comyns que data de finals del segle xii.

### Publicació de la reforma

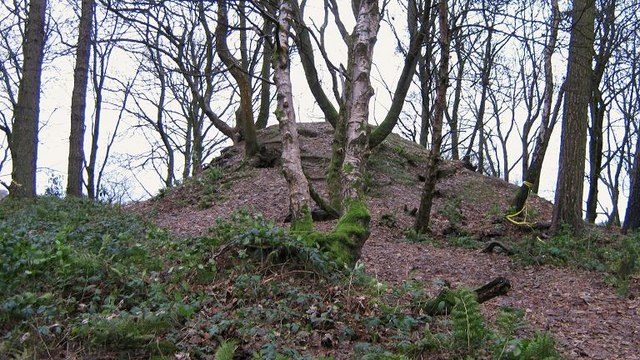
Castell - The motte of the Comyns

Jaume V d'Escòcia es troba registrat durant un parell de dies al castell al voltant del 14 de desembre de 1529. El novembre de 1542, Malcolm Fleming, Lord Chamberlain d'Escòcia al rei Jaume V, va ser empresonat pels Anglesos a la batalla de Solway Moss, però va ser alliberat a rescat de 1.000 marcs, pagat l'1 de juliol de 1548. Maria, reina d'Escòcia visitada el castell i, segons sembla, va plantar un castanyer dolç a les terres el 1561; també es diu que va plantar un teix al Castell de Castlecary, a només una milla o dues de distància, que encara creix allà. Tot el gran hall es va esfondrar mentre la reina es trobava a Commernalde el 26 de gener de 1562, i van morir 7 o 8 homes. La major part de la festa de la reina es trobava fora de la caça. Maria no va sofrir danys ni va visitar els familiars dels que van resultar ferits o van morir al poble a continuació. Els regnes sovint van visitar la ciutat per caçar l'estrany bou escocès o el bestiar blanc, que passejava pel bosc al voltant de Cumbernauld. Aquests boscos eren un fragment supervivent de l'antic bosc de Caledònia, on els bous abundaven almenys fins a 1571 i probablement fins a la construcció de la nova casa. Molts d'ells van ser assassinats deliberadament pels homes de Regent Lennox i un demandant es queixa: "I entre d'altres enormes enormes perpetrades, els homes de Werre han assassinat i van destruir el dret en el bosc de Cummernald de John Fleming i el quhit ky i bullis, la gran destrucció de la policia i la impediment del llenguado comú. Per a això, el rei de Ky i el seu fill van estar a punt de guanyar aquests diners en aquest bosc, i els seus semblants no eren mentides en els primers partis de l'illa d'Albion, com bé sabem ". (En anglès, i entre d'altres, enormes enormitats perpetrades pels soldats de l'Earl, han assassinat i destruït el cérvol al bosc de Cumbernauld i les vaques i toros blancs de John Flemming, a la gran destrucció del parc de la propietat i l'obstacle del bé comú. Per a aquest tipus de vaques i toros s'han conservat molts anys en aquest bosc, i els seus semblants no es van mantenir a cap altra part de les Illes Britàniques, com és ben conegut ".)

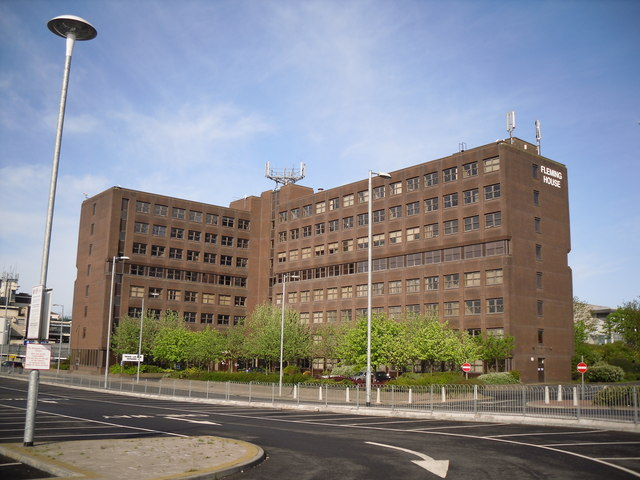
Fleming House - Ajuntament

El 1640, divuit nobles escocesos es van reunir a Cumbernauld per signar el Compte Cumbernauld per oposar-se a les polítiques del comte d'Argyll que controlaven la facció política dominant a Escòcia. Cumbernauld pot haver estat creat un Burgh de baronia el 1649, tot i que hi ha una disputa d'Hugo Millar. El comte de Wigton va ser encarregat de guarnició del castell el 1650. El castell de Cumbernauld va ser assetjat i en gran part destruït pel general Monck de Cromwell en 1651. Irvine registra que el vell castell va ser cremat a terra per "un partit dels Highlanders durant la rebel·lió de 1715".

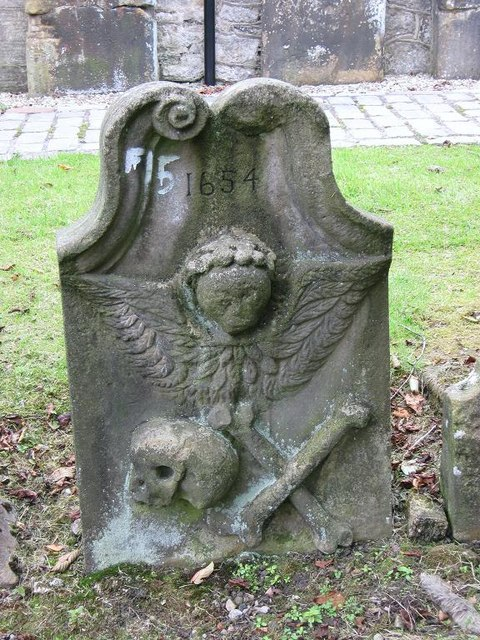
☠ Skull & Crossbones Headstone al cementiri de la vella parròquia des de 1654. El gravat local més antic és de 1625.

La casa de Cumbernauld, que encara conserva, va ser dissenyada per William Adam i construïda el 1731 prop del castell més antic. El 1746, l'exèrcit jacobita retirat es va cobrar per una nit [66] al poble de Cumbernauld. Més que quedar-se a la casa de Cumbernauld, el comandant, Lord George Murray, va dormir a Black Bull Inn del poble, on podia imposar una disciplina més propera als seus soldats. Després de la construcció de la nova casa, el castell es va convertir en estables, però va ser incendiat accidentalment pels dracs publicats allí el 1746. Els terrenys de la casa, ubicats al Glen, s'utilitzen avui com un parc, conegut com a Parc Cumbernauld.

### Revolució postindustrial
Els treballadors treballaven en unes 40-50 finques i es van registrar dades de 1839 tant per a la ramaderia com per a la ramaderia. Alguns d'ells van dir que feien un "ingrés molt considerable" per als seus amos. El teixit va ser una part important de la indústria del poble, especialment durant la Revolució Industrial. Irvine registra que el 1841 una cinquena part de la població total de 4501 persones treballava en uns 600 telers manuals. El teixit de cotó no era una professió lucrativa; de fet, els treballadors de la casa van lluitar per fer-se realitat, especialment quan competien amb la industrialització en curs. A l'octubre de 1878, això es va veure agreujat pel fracàs del Banc de Glasgow, on es va invertir gran part dels diners del poble. Molts treballadors de les terres baixes van emigrar i Grooke's Gazetteer 1896 registra una població en disminució i afirma que "la teixit de teixits de mocador i altres teixits a ratlles encara es mantenen, però la mineria i la pedrera són la indústria bàsica". Allí tendia a tenir molta feina però fins i tot Per a treballadors qualificats com els teixidors calton propers, els temps eren molt durs.
Les indústries mineres i de pedreres van florir després de la finalització del Canal de Forth i Clyde en 1790. Es van produir les extensions de pedra calcària, carbó i argila a Cumbernauld, per exemple a Glencryan, on encara s'aprecien visibles les antigues mines d'incendi. Groome's Gazetteer (1882-6) declara: "Una collita és a Netherwood [just al nord de l'aeroport ; la ironstone ha estat minada en gran manera per la companyia Carron [a Westerwood Farm], i la pedra calcària, l'argila, la pedra arenosa (també en català: sorrosa) i la trampa són tots ells treballats en gran part, la pedra sorrosa per a la construcció, la trampa de carreteres metàl·liques, pavimentació i maçoneria aspra. La mina a Netherwood va ser bombada a mà, encara que altres mines de Cumbernauld tenien bombes de màquina per eliminar-les d'aigua [79]. Hi havia obres d'argila de foc a Cumbernauld propietat de Glenboig Union Fireclay Company Limited. L'estació de ferrocarril de Cumbernauld va ser construïda pel Ferrocarril de Caledònia i es va inaugurar a l'agost de 1848 en la seva línia de Gartsherrie (a l'antiga Garnkirk i el ferrocarril de Glasgow) fins a Greenhill en el ferrocarril central d'Escòcia. Va tancar dins d'un any però va tornar a obrir-se en els anys 1870.

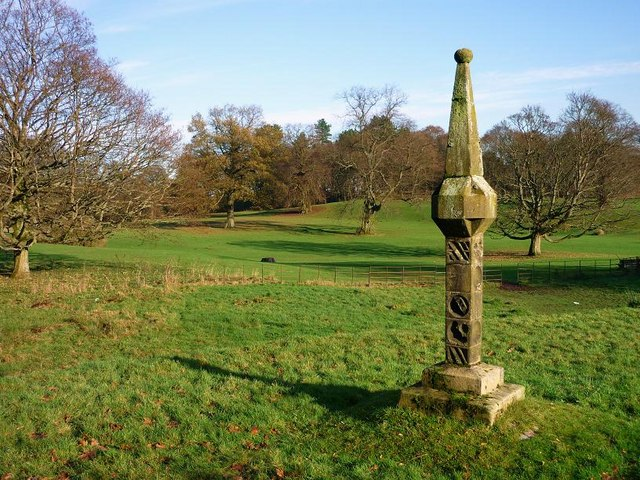
Rellotge de sol de l'any 1725

Els registres de parròquies donen una instantània de caps d'ocupacions familiars en 1835 i 1839, incloent criats, sabaters i regals. Els llibres del Llibre d'Ordres de l'Ordnance de 1860 proporcionen informació sobre l'ús de la terra durant un mateix període.
Cumbernauld va ser durant molt de temps posada en escena per canviar de cavall entre Glasgow i Edimburg i hi va haver diverses posades i una mica de rigor, així com mitja dotzena d'entrenadors al dia a diverses ciutats. Mapes antics com el 1899 O.S. el mapa mostra un altre tipus d'ocupació, com ara una fàbrica de gas i una fàbrica d'estocs a The Village i una fàbrica de blat de moro a Lenziemill propera a les antigues obres de maó i de canonades. Es van executar tres escoles, però els mestres no sempre van pagar els mossos. Hi havia diversos ministres de l'església i l'església establerta pagava, de les col·leccions, unes 25 persones pobres a la setmana que no podien suportar-se. Groome també registra treballs clericals, ja que hi havia una oficina de correus, dos bancs (dos dies a la setmana en una habitació de la posada) i una biblioteca amb una sala de premsa.

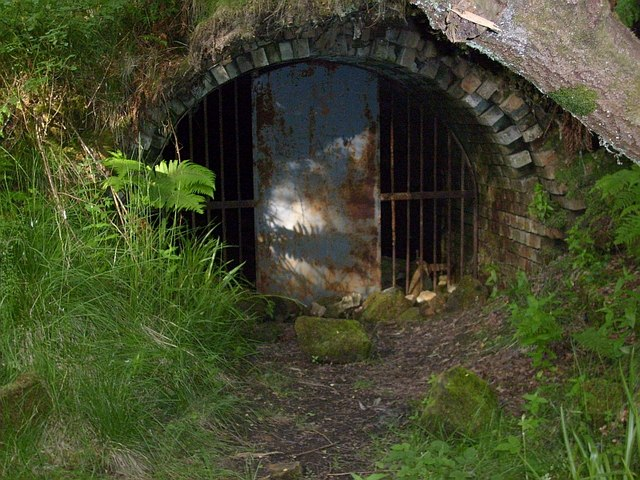
Entrada de la mina de Glencryan

Cap a finals de la dècada de 1890, Jane Lindsay (també anomenada Luggie Jean per haver tingut tres orelles segons Millar) va ser assassinada en un grup d'aigua a la vora de Fannyside Moor. Els experts forenses, professors de Glasgow i Edimburg, van aparèixer com a testimonis en els bàndols oposats i es va retornar un veredicte no provat.
Històricament, Cumbernauld ha estat en diverses jurisdiccions administratives incloent Stirlingshire, Dunbartonshire (de vegades escrit Dumbartonshire), i la regió de Cumbernauld i Kilsyth de Strathclyde. Des de 1995 ha estat part de North Lanarkshire. Les armes del comtat de Cumbernauld i Kilsyth presentaven el bestiar blanc i el lema de "Daur i Prosper" de Vulcan afirmant amb valentia Dare i Prosper. Tanmateix, la Bíblia oberta i el llum del miner van ser els únics símbols que es van dur a l'escut d'armes de North Lanarkshire.

### Història de la ciutat nova

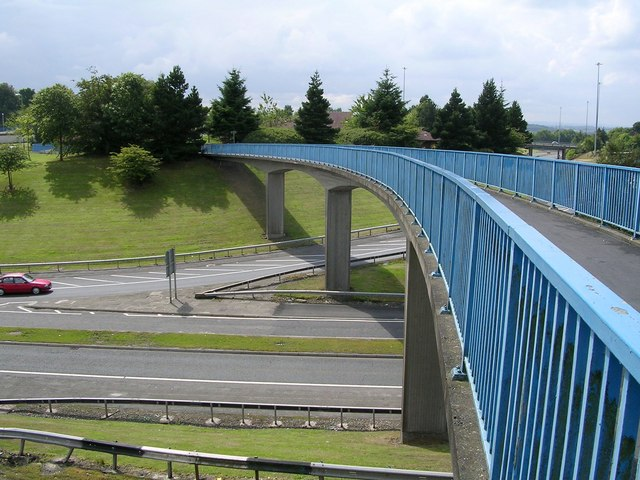
Ponts d'entrada a la ciutat, vist des de Hillcrest.

Cumbernauld va ser designat un nou poble el 9 de desembre de 1955. Estant en l'era de la postguerra hi ha abundants registres cinematogràfics, fotogràfics i de paper d'aquest que ara s'estan digitalitzant. Hi va haver una cerimònia inaugural el 28 de juny de 1957 amb el vescomte Muirshiel, secretari d'estat per a Escòcia, sobre el qual hi ha algunes imatges silencioses de colors que sobreviuen. Vegeu la secció "Pel·lícula i televisió" per enllaçar amb aquesta i altres imatges d'aquest període.
Després de la Segona Guerra Mundial, Glasgow patia una escassetat crònica d'habitatges i unes condicions d'habitatge pobres, especialment en àrees com els Gorbals. Com a resultat directe, el Pla Regional de la Vall de Clyde de 1946 va assignar llocs on es construïssin noves ciutats satèl·lit per pal·liar el problema a través d'un acord de sobrepès. Glasgow també assumirà el desenvolupament dels seus béns d'habitatge perifèrics. Cumbernauld va ser designada com una ciutat nova en 1955, la tercera per ser designada a Escòcia. Els altres van ser East Kilbride, Glenrothes, Livingston i Irvine (Cowling 1997).
El desenvolupament, promoció i gestió es va dur a terme, fins a 1996, per la Corporació de Desenvolupament Cumbernauld (CDC). Va ésser un organisme paraestatal nomenat pel secretari d'estat per a Escòcia (Cowling 1997). L'àrea assignada va ser de 4.150 hectàrees (1.680 ha) entre les poblacions existents de Condorrat i Cumbernauld. El primer habitatge nou es va fer disponible el 1958. Es va afegir un addicional de 3.638 acres (1.472 hectàrees) a l'àrea de la ciutat designada el 19 de març de 1973 per donar cabuda a una població de 70.000 destinataris revisats.

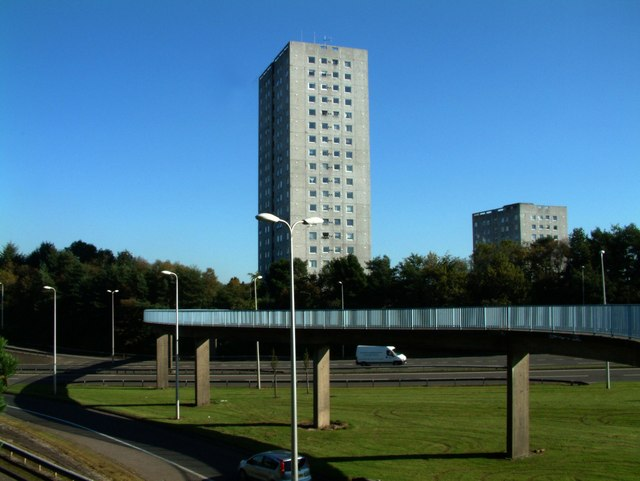
Pont de la Serp (Brigde The Snake) (i la seva ombra) a la Casa Stuart

Cumbernauld és l'exemple més clar d'una visió modernista de la ciutat nova al Regne Unit. L'habitatge es va construir originàriament en una sèrie de barris de satèl·lit agrupats al voltant del centre de la ciutat del turó. La separació entre persones i automòbils va ser un element important del primer pla mestre de la ciutat, que es va dur a terme durant bona part del desenvolupament de la ciutat. Cumbernauld va ser pioner en els dissenys per als passos inferiors i les passarel·les de vianants, així com senders segregats. Això semblava estrany per a molts colons que arribaven de Glasgow i el sobrenom de Noddy Land (Glaswegian, de vegades Noddytown). Els primers barris van ser dissenyats pel CDC i van ser construïts a Ravenswood, Muirhead, Seafar i Kildrum, al nord del Town Center i Carbrain al sud. Altres barris es van desenvolupar posteriorment a Village, Greenfaulds, Condorrat i Abronhill. Gran part de l'habitatge en aquestes àrees va guanyar premis pels seus dissenys innovadors.
Quan originalment es designava com a ciutat nova, la població objectiu era de 50.000. El 1961, només cinc anys després de convertir-se en una ciutat nova, es va afegir l'àrea al nord de l'A80 a la zona de la ciutat amb nous barris planificats a Westfield, Balloch, Westerwood i Carrickstone. Com a resultat, es va establir una població objectiu revisada de 70.000. [107] No obstant això, el cens de 2011 encara només mostra uns 52.000 residents.
Quan Raimon Gillies, un empresari local, dotat de Cumbernauld el rellotge de l'estació de St. Enoch, el 1977, la Reina celebrava el seu Jubileu de Plata. Per marcar l'ocasió, la Reina va començar el rellotge usant el moviment del pèndol i va presentar una placa commemorativa al centre de la ciutat de Cumbernauld, a l'escala que unia a la zona comercial superior amb l'antiga botiga Woolco. El rellotge apareix a Gregory's Girl i ara es troba al Centre Antonino.
Després de la creació de la nova ciutat, diverses indústries com l'alta tecnologia, l'electrònica i la transformació de productes químics i alimentaris es van convertir en grans empresaris, juntament amb els ingressos d'Hisenda (ara ingressos i duanes de La seva Majestat). Els polígons industrials principals es van desenvolupar a l'est i oest al llarg de la A80 en Wardpark i Westfield. Les àrees de Blairlinn i Lenziemill al sud de la ciutat també s'han desenvolupat per a la indústria.

### Actualitat

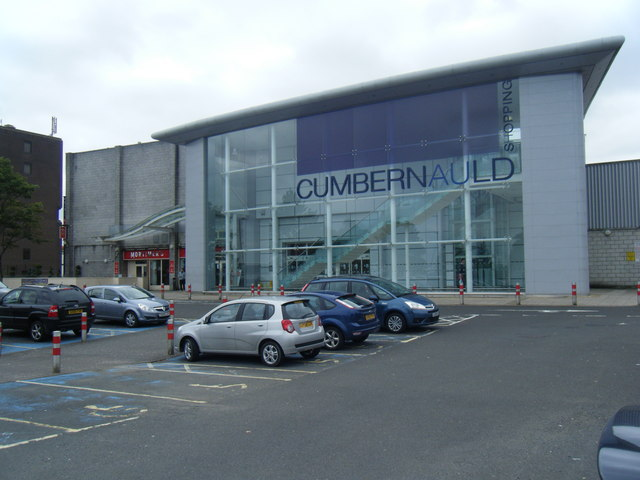
Entrada al Centre Comercial Cumbernauld

L'era moderna per a la ciutat es pot datar de la dissolució de la C.D.C. en 1996. Des d'aleshores, les perspectives han canviat dramàticament i la Ciutat Nova ha guanyat diversos premis molt insatisfactoris, incloent "Plook on a Plinth", de l'Urban Realm, tant en 2001 com en 2005. [110] Al desembre de 2005, l'Ajuntament va guanyar una nominació pública per a la demolició a la demolició de la sèrie Channel 4, on va ser votada com "el pitjor edifici a Gran Bretanya". A conseqüència d'això, va aparèixer al programa de comèdia de la BBC Radio 2 It's Been a Bad Week, on va guanyar el premi "Weekly Week of the Week", premiat setmanal, en un Week-by-Week Basic".
El nucli previst de Cumbernauld segueix sent els edificis del centre del poble, tots ells essencialment continguts dins d'una estructura, segmentats en "fases", la primera de les quals es va completar el 1967, l'última de les quals es va iniciar la construcció el maig de 2003 per finalitzar al setembre de 2004. Inicialment, les bases bàsiques per a les noves botigues es van iniciar el 1997 i es van acabar finalment a l'estiu de 2007. Dissenyat per ser un centre de comerç, un lloc d'entreteniment i negocis i un lloc d'allotjament de luxe, va ser àmpliament acceptat com la primera botiga britànica centre i va ser el primer centre urbà cobert de múltiples nivells del món. [100] Tanmateix, la ciutat no va desenvolupar mai la mida planificada, i el centre de la ciutat mai no ha tingut la vida prevista pels urbanistes. Els ocupants rics per als àtics situats dins del "Cap d'Alien" (el testimoni acerbic dels habitants de la part superior de l'edifici) mai es van materialitzar. Una major expansió ha estat principalment proporcionar més espai per a les botigues. Una part substancial del centre comercial original es va enderrocar a causa de danys estructurals i s'ha reconstruït com un nou complex comercial i d'oci.

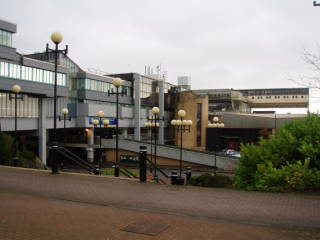
West Elevation, Cumbernauld Centre Comercial, 2005

A més de les ambicions incompletes de la ciutat, el pas del temps ha exposat greus defectes en els conceptes de centres cívics i centres cèntrics de la postguerra, desenvolupats en absència d'una consulta comunitària adequada o de sensibilitat a les condicions ambientals i econòmiques locals. Això s'ha reflectit en una reacció a tot el país contra l'arquitectura brutalista en general. El Centre de la Ciutat de Cumbernauld és àmpliament considerat com un dels més lletrats i menys estimats exemples de disseny de la postguerra a Escòcia. El disseny confús és una font de frustració constant tant per als visitants com per als residents, molts dels quals són descendents de treballadors qualificats que aspiraven a escapar de les condicions socials i d'habitatge freqüents de la conurbació de Glasgow en els anys seixanta i setanta.

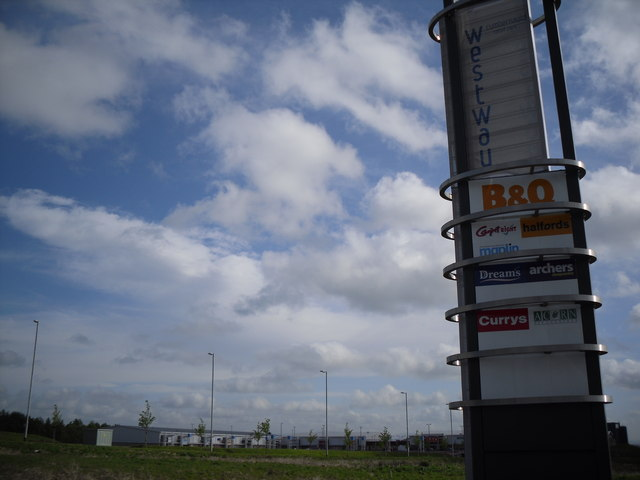
Parc Westway Retail, Wardpark prop de Castlecary

Malgrat la seva mala premsa, des d'un punt de vista estrictament estètic, Cumbernauld es considera que representa un moment significatiu en el disseny de la ciutat, i el 1993 va ser catalogat com un dels seixanta monuments clau de l'arquitectura de la postguerra per part de l'organització internacional de conservació DoCoMoMo.
Cal destacar l'estructura residencial de Cumbernauld, ja que no hi havia cruïlles de vianants, és a dir, creus de zebra o pelicà: els vianants originalment travessaven les carreteres per pont o pas subterrani. Aquests passos inferiors podien recollir les escombraries, de vegades es feien olor de lavabos públics o eren utilitzats per joves locals que intentaven evitar la pluja. Aquests no són problemes que els planificadors originals preveuen, però volen dir que els vianants de vegades opten per evitar-los, especialment a la nit o si se senten vulnerables. S'han fet alguns esforços per resoldre alguns d'aquests assumptes però el problema està en curs.

## Indústria
Algunes empreses conegudes utilitzen Cumbernauld com una base que inclou Mackintosh, i Farmfoods que operen a Blairlinn. Durant els últims anys, Cumbernauld ha vist un augment de l'activitat empresarial amb la seu d'OKI Regne Unit, que es transporta per la ciutat fins a Westfield, propera a Yaskawa Electronics. Els responsables d'Irn-Bru, A.G. Barr també tenen la seva seu mundial a la part Westfield de la ciutat. L'antiga fàbrica d'Isola-Werke a la zona de Wardpark s'ha convertit en estudis cinematogràfics i instal·lacions de producció per a la sèrie de televisió Outlander, que sovint es projecta a les zones verdes de la ciutat. En particular, la reserva de Cumbernauld Glen, de la Scottish Wildlife Trust, s'ha utilitzat com a teló de fons amb l'antic romanent dels boscos de roures que ofereix un lloc pràctic per a escenes de les Highlands del segle xviii. Al maig de 2016, el Consell North Lanarkshire va acordar l'expansió del lloc Wardpark si es podia trobar finançament. Un altre polígon industrial de Lenziemill és el de Dow Waste Management i el fabricant de mobles Aquapac, entre d'altres.

## Medi ambient
Cumbernauld consta de més del 50% d'espai verd, i va ser dissenyat per incorporar els espais verds com a recurs per a la comunitat.
La Scottish Wildlife Trust posseeix quatre reserves de vida silvestre a la ciutat: Cumbernauld Glen, Wood Luggiebank, Forest Wood, i Northside Wood. Aquests hàbitats inclouen boscos de roure antic (amb pantalles de bluebell assistents a principis d'estiu) i grans àrees de cobertura de pi roig.
Cumbernauld (com Ben Lomond) es troba a la conca hidrogràfica escocesa, la divisòria de drenatge que separa els sistemes fluvials que flueixen cap a l'est dels que flueixen cap a l'oest. Hi ha dues vies principals que surten de Cumbernauld: la Crema Roja (de la qual es deriva el nom gaèlic de la ciutat) i l'aigua Luggie (immortalitzada per David Gray).
Fannyside Muir, al sud de la ciutat, forma part de l'altiplà Slamannan, una àrea de 183 hectàrees de pantà de terra baixa. Aquest hàbitat està sent restaurat per una varietat d'organitzacions, inclosa la insecte nacional de caritat Buglife. L'altiplà es designa com a SSSI (lloc d'interès científic especial) i un SPA (àrea de protecció especial), en part a causa de la seva important població nacional de "Taiga Bean Geese" (Anser fabialis fabialis).
Hi ha una gran quantitat de parcs, i també hi ha LNR (Reserves naturals locals) i SINCs (llocs d'importància per a la conservació de la natura) propietat i administrada pel Consell North Lanarkshire. Per exemple, l'estany de St. Maurice com SINC i Ravenswood té una LNR. El 1993, Broadwood Loch, un llac equilibrador, va ser creat damming l'aigua Moss i usant una membrana plàstica impermeable i una paret de 6 metres per retirar l'aigua. Això va ser principalment per evitar les inundacions aigües avall, però també per a la recreació.
Una associació per a la conservació de l'escala del paisatge liderada per Scottish Wildlife Trust, el Cumbernauld Living Landscape (CLL), opera a la ciutat amb l'objectiu de millorar, connectar i restaurar els espais verds i millorar la percepció i l'accés d'aquestes persones.

El 2014, el CLL va obtenir imatges de captura de càmera de Pine Martens que viuen als boscos de Cumbernauld i el retorn d'aquesta espècie (anteriorment extingida a través del cinturó central d'Escòcia) s'ha convertit en un eix central de l'estratègia de l'organització per millorar les percepcions de la natura a la regió ciutat.

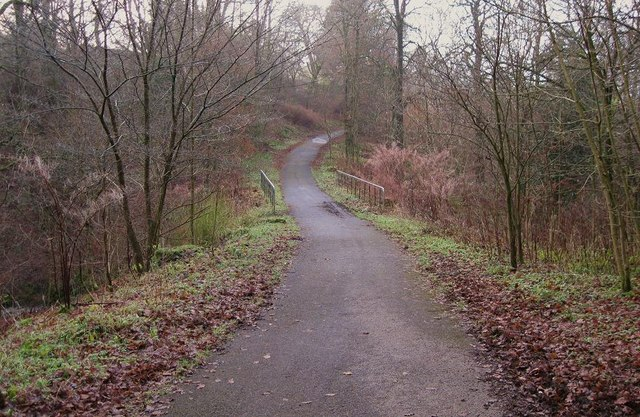
Pont sobre el pantà de Bog en el Glen
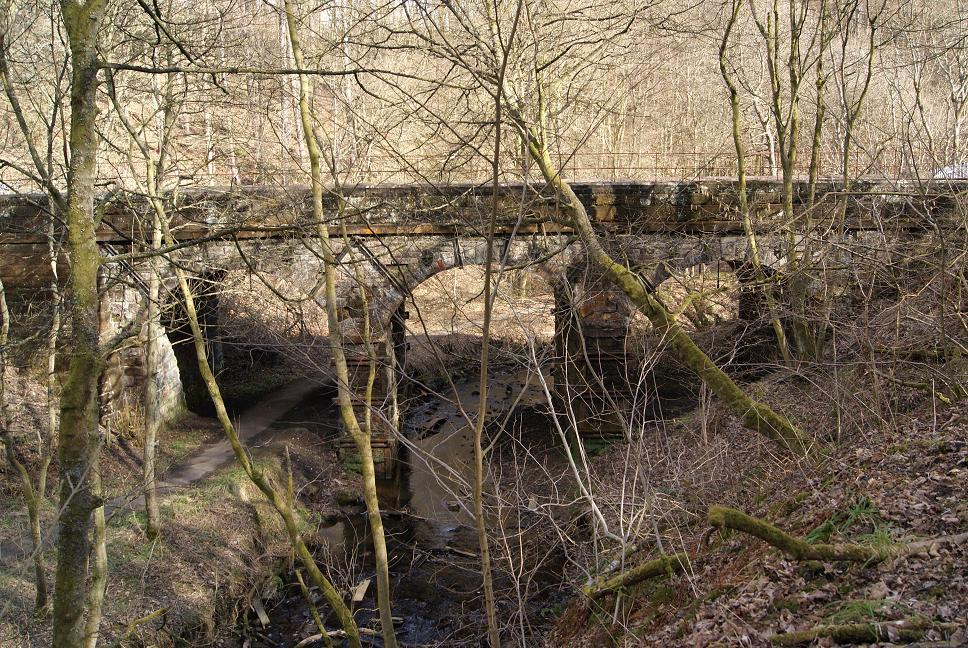
Viaducte sobre la cremada vermella a la volta de Glen
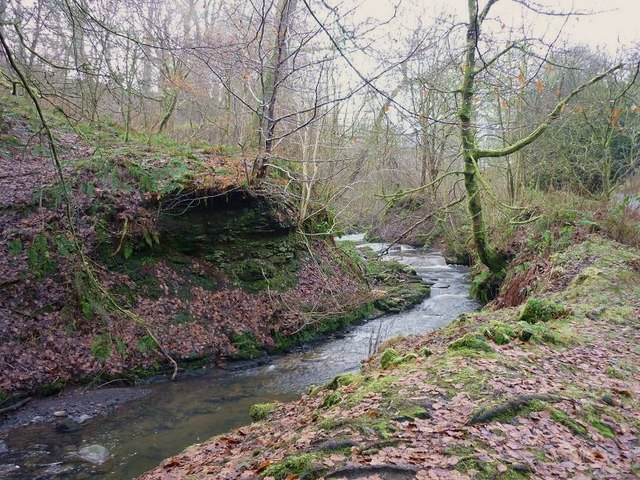
Estanc "The Bog"
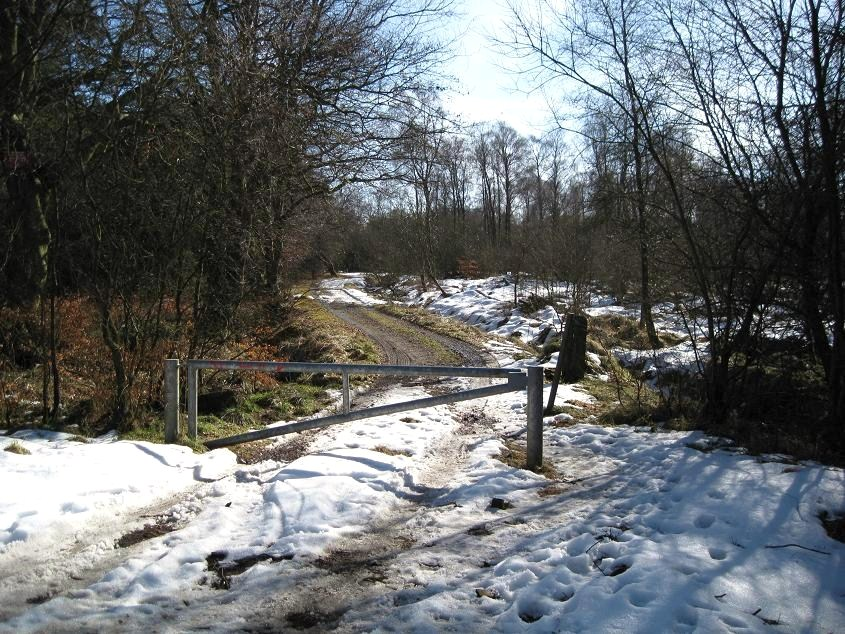
Pista a Palacerigg des de Fannyside
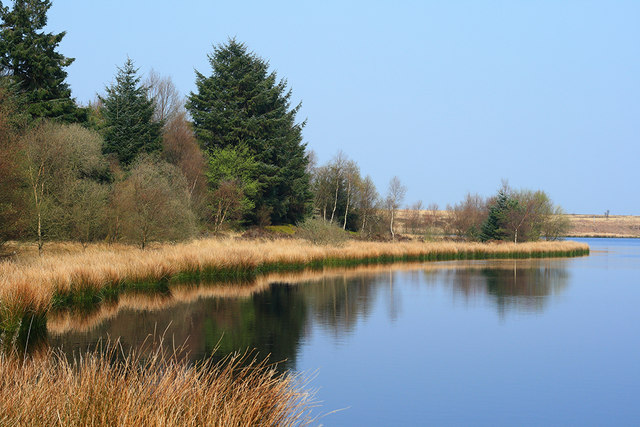
Llac Fannyside
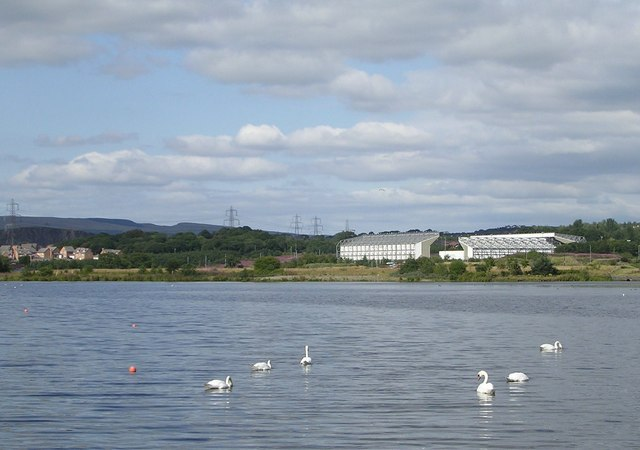
Llac Broadwood

## Premis
El 1967, l'Institut d'Arquitectes Americans va votar a Cumbernauld la millor ciutat nova del món, concedint el Premi Memorial Reynold. Cumbernauld és dos vegades guanyador dels Premis Carbuncle en 2001 i 2005. Des de llavors, la ciutat ha rebut el premi 'Best Town' als Scottish Design Awards 2012. 'Institut d'Urbanisme Reial (RTPI) va atorgar a la ciutat un certificat el març del 2014 pel seu èxit com a ciutat nova. L'any 2015, l'ajuntament de la ciutat va rebre el Premi Ambiental d'Apple Verd. Cumbernauld va guanyar el premi Beautiful Scotland de 2013 per la millor "Petita ciutat". També ha rebut medalles de plata cada any des de 2009, el més recent és el 2017. L'any 2017 Cumbernauld també va rebre el Premi Garden for Life Biodiversity.

## Transport

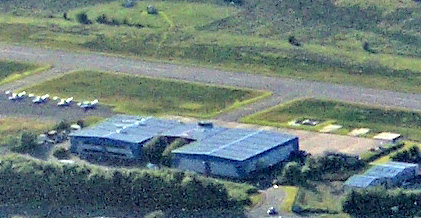
Aeroport de Cumbernauld

En termes de transport públic, Cumbernauld té enllaços d'autobusos a Glasgow, incloent l'aeroport, Stirling, Falkirk, Dunfermline i St Andrews, que són operats per FirstGroup i Stagecoach. Diverses parts de la ciutat estan enllaçades per serveis d'autobusos locals, operats per empreses més petites com Canavan Travel i Dunn's Coaches. Els serveis ferroviaris cap ai des de la ciutat són proporcionats per Abellio ScotRail.
La ciutat té enllaços ferroviaris a Glasgow, Falkirk, Motherwell i Edimburg a través de l'estació de tren de Cumbernauld. També hi ha una estació a Greenfaulds. L'estació de ferrocarril de Croy al nord de la ciutat té enllaços ferroviaris a Edinburgh, Alloa, Dunblane i Glasgow. Un servei totalment elèctric a Falkirk Grahamston es proposa utilitzant la línia Cumbernauld. Altres línies de treball inclouen la línia Argyle i la línia North Clyde Line.
Els enllaços d'autopistes propers inclouen el M8, M73, M74, M80, M876 i M9. Recentment es va iniciar una campanya local per protestar per l'ampliació proposada de l'M80 dins dels límits de la ciutat. L'A80 s'ha actualitzat recentment al M80.
L'aeroport de Cumbernauld (EGPG) s'utilitza principalment per a la formació de pilots d'ala fixa i ala rotativa, també disposa d'una instal·lació de manteniment d'aeronaus. L'aeroport disposa d'una llicència ordinària de CAA que permet vols per al transport públic de passatgers o per a instruccions de vol, tal com ho autoritza el titular de la llicència Cormack Aircraft Services Limited. L'aeroport va ser inaugurat per la Corporació de Desenvolupament Cumbernauld a la fi dels anys vuitanta. Abans de construir l'aeroport, hi havia una franja d'herba en ús al mateix lloc.

## Mitjans de comunicació
El diari local de Cumbernauld és el de Cumbernauld News. Revival FM és una emissora de ràdio comunitària basada en cristians a Escòcia, que opera sota una llicència de ràdio comunitària.

## Govern municipal
Cumbernauld té 11 membres del consell dels 69 regidors de North Lanarkshire.
Jamie Hepburn és l'àrea electoral de l'àrea electoral per a la circumscripció del Parlament escocès. També és membre del Partit Nacional Escocès. Com a part de la regió d'Escòcia Central, hi ha 7 MSP addicionals.
Stuart McDonald és el diputat electe de la zona per a la circumscripció del Parlament britànic. És membre del Partit Nacional Escocès. Com va dir en el seu discurs inaugural, de vegades s'ha equivocat amb el seu homònim que també és un SNP MP.
També hi ha 6 eurodiputats per a Escòcia (circumscripció del Parlament Europeu). Són membres de 4 parts diferents.

## Educació

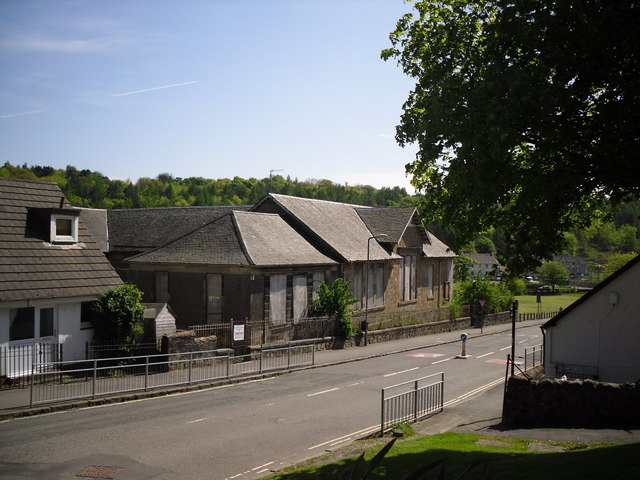
Cumbernauld Village (Escola de primària)

Els nous comptes estadístics d'Escòcia (abril de 1839) van descriure 3 escoles: Cumbernauld Village 80-90 alumnes, Condorat [sic] 60-70 alumnes, Garbethill [East Fannyside] 20 alumnes. Es registra que "poques persones entre 6 i 15 anys no poden llegir la Bíblia". Groome's Gazetter (1896) té "Tres escoles públiques - Cumbernauld, Condorrat i Arns [propera a l'actual Abronhill] - i l'escola de Drumglass Church, amb allotjaments respectius per a 350, 229, 50 i 195 nens, tenien (1880) una mitjana d'assistència 225,98,30 i 171 ". Amb l'arribada del ferrocarril es va construir una nova escola després d'una certa controvèrsia. Inaugurat el 1886, es coneixia com l'escola del districte del sud i estava a prop de l'estació de tren.
Les escoles primàries històriques de New Town inclouen: Primària Cumbernauld (poble), Glenhead Primary, Hillcrest Primary (Escola temporal de Carbrain), Langlands Primary, Melrose Primary, Primary Muirhead, Primary Sacred Heart, Seafar Primary i St Joseph's. Les escoles secundàries històriques de New Town inclouen: Abronhill High (Tancat a partir de juliol de 2014) i Cumbernauld High (es va convertir en l'Acadèmia Cumbernauld).

## Religió
Històricament, el predicador (capella) de Groome va declarar que "les capelles de pre-reforma es creu que existien a Achenbee, Achenkill, Chapelton, Kildrum, Kilmuir i Croy".
Actualment hi ha unes 17 esglésies a la ciutat. Això inclou:

### Església d'Escòcia[32]
- Abronhill Parish
- Condorrat Parish

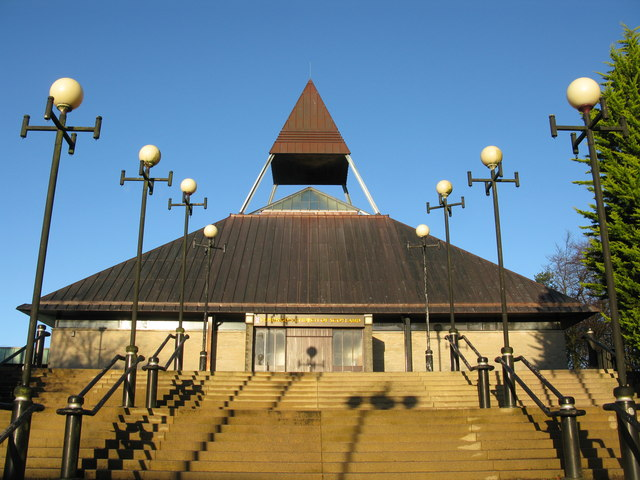
Església de St Mungo (Església d'Escòcia)

- Cumbernauld Old – L'històric Gazetteer de Groome té "L'església parroquial que hi ha és un edifici antic, que conté 660 sessions".
- Kildrum Parish
- St Mungo's

### Església catòlica[33]
- Our Lady and St. Helen's, Condorrat

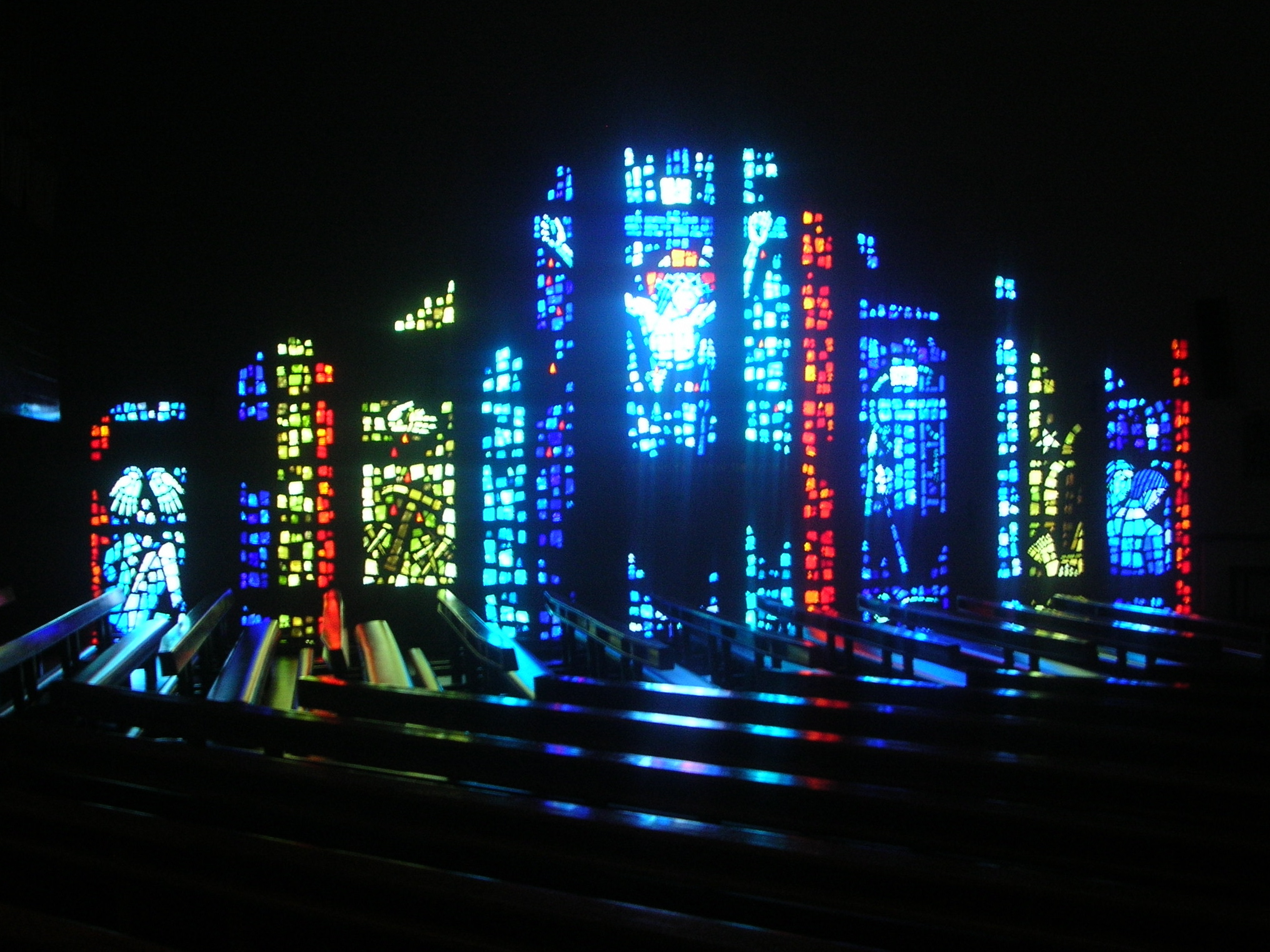
Sacred Heart Church in Kildrum, Cumbernauld.

- Sacred Heart, Kildrum amb l'arquitecte de Gillespie, Kidd & Coia.
- St. Joseph's, South Carbrain
- St. Lucy's, Abronhill

### Altres

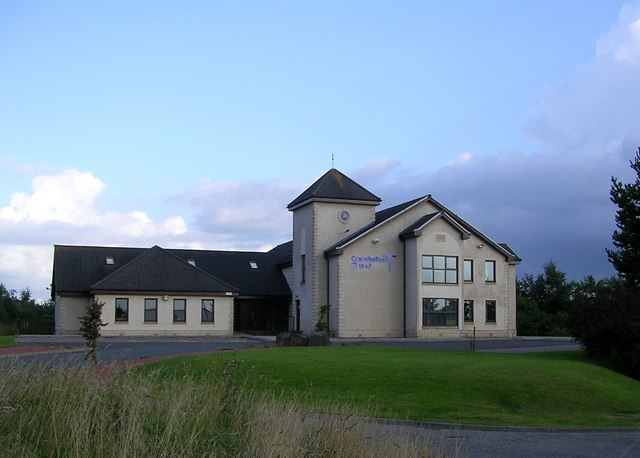
Craighalbert Church next to Cumbernauld Mosque

- Apostolic Church[34]
- Carbrain Baptist Church
- Cornerstone Christian Fellowship[35]
- Craigalbert Church
- Cumbernauld Free Church[36] – Històricament, Groette's Gazetteer afirma que "l'església lliure data del 1826, pertanyent a la Secessió Original, però darrerament ha estat gairebé reconstruïda; i també hi ha una nova església presbiteriana unida."[37]
- Freedom City Church[38]
- Holy Name Episcopal Church[39]
- Mossknowe Gospel Hall
- The Salvation Army[40]
- United Reformed Church[41]

## Demografia

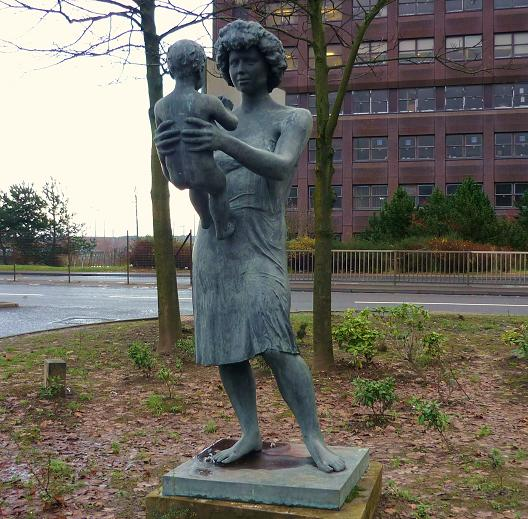
Estàtua de la mare i el fill

### Població històrica (1755-1961)
| Any  | Població |
| ---- | -------- |
| 1755 | 2,303    |
| 1791 | 1,600    |
| 1801 | 1,795    |
| 1811 | 2,176    |
| 1821 | 2,864    |
| 1831 | 3,080    |
| 1841 | 4,501    |
| 1851 | 3,778    |
| 1861 | 3,513    |
| 1871 | 3,602    |
| 1891 | 4283     |
| 1901 | 4,905    |
| 1911 | 5,120    |
| 1956 | 3,000    |
| 1961 | 4,065    |

### Població actual
La ciutat gaudia l'any 2016 de 50.920 habitants.

## Àrees del poble
Moltes de les àrees residencials de Cumbernauld conserven els noms de les explotacions anteriors a la seva proximitat.
- Abronhill
- Balloch
- Blackwood
- Blairlinn
- Carbrain
- Carrickstone
- Condorrat
- Craigmarloch
- Cumbernauld Village
- Eastfield
- Greenfaulds
- Kildrum
- Lenziemill
- Luggiebank
- Ravenswood
- Seafar
- Smithstone
- Wardpark
- Westerwood
- Westfield
- Whitelees